# 2008년 전국소년체육대회
제37회 전국소년체육대회는 2008년 5월 31일부터 6월 3일까지 대한민국 광주광역시에서 열렸다.

## 개요
- 대회명칭 : 제37회 전국소년체육대회
- 개최기간 : 2008년 5월 31일 ~ 2008년 6월 3일
- 개최지 : 광주광역시
- 구호 : 몸도 튼튼, 마음도 튼튼, 나라도 튼튼
- 참가인원 : 11,948명
- 종별 : 초등부, 중등부
- 마스코트 : 빛돌이

## 종목

### 정식종목
| - 검도 - 근대3종 - 농구 - 럭비 - 레슬링 - 배구 - 배드민턴 - 복싱 - 볼링 - 사격 | - 사이클 - 소프트볼 - 수영 (경영, 다이빙, 수구) - 씨름 - 양궁 - 역도 - 요트 - 유도 - 육상 - 인라인롤러 | - 정구 - 조정 - 체조 - 축구 - 카누 - 탁구 - 태권도 - 테니스 - 펜싱 - 하키 | - 핸드볼 |

## 경기장
| 종목       | 소재지           | 경기장                         | 종별                  | 세부종목 | 비고                                    |
| ---------- | ---------------- | ------------------------------ | --------------------- | -------- | --------------------------------------- |
| 검도       | 서구             | 서석고 체육관                  | 전종별                |          |                                         |
| 근대3종    | 북구             | 광주체고수영장                 | 전종별                | 수영     |                                         |
| 근대3종    | 북구             | 중외공원일원                   | 전종별                | 육상     |                                         |
| 근대3종    | 광산구           | 남부대사격장                   | 전종별                | 사격     |                                         |
| 농구       | 남구             | 수피아여고 체육관              | 중학부                |          |                                         |
| 농구       | 동구             | 광주고 체육관                  | 초등부                |          |                                         |
| 럭비       | 서구             | 상무시민공원 운동장            | 전종별                |          |                                         |
| 레슬링     | 동구             | 조선대 체육관                  | 전종별                |          |                                         |
| 배구       | 북구             | 전남대 체육관                  | 남자중학부            |          |                                         |
| 배구       | 남구             | 송원여상 체육관                | 여자중학부            |          |                                         |
| 배구       | 남구             | 동성고 체육관                  | 남자초등부/여자초등부 |          |                                         |
| 배드민턴   | 남구             | 광주대 체육관                  | 전종별                |          |                                         |
| 복싱       | 남구             | 문성고 체육관                  | 전종별                |          |                                         |
| 볼링       | 광산구           | 더원볼링장                     | 고등부                |          |                                         |
| 사격       | 광산구           | 남부대사격장                   | 전종별                |          |                                         |
| 사이클     | 나주시(전라남도) | 나주사이클경기장               | 전종별                |          |                                         |
| 소프트볼   | 광산구           | 세종고 운동장                  | 전종별                |          | 명진고등학교로 명칭 변경                |
| 수영       | 서구             | 염주수영장                     | 전종별                |          |                                         |
| 씨름       | 북구             | 광주공고                       | 전종별                |          |                                         |
| 야구       | 북구             | 무등경기장 야구장              | 중학부                |          |                                         |
| 야구       | 광산구           | 본량 리틀야구장                | 초등부                |          |                                         |
| 양궁       | 서구             | 염주양궁장                     | 전종별                |          |                                         |
| 역도       | 광산구           | 정광고체육관                   | 전종별                |          |                                         |
| 유도       | 북구             | 살레시오고 체육관              | 전종별                |          |                                         |
| 육상       | 서구             | 광주월드컵경기장               | 전종별                |          |                                         |
| 인라인롤러 | 광산구           | 수완인라인롤러경기장           | 전종별                |          |                                         |
| 정구       | 북구             | 동신고 정구장                  | 전종별                |          |                                         |
| 조정       | 부산광역시       | 부산서낙동강 조정경기장        | 전종별                |          |                                         |
| 철인3종    | 북구             | 생용동대야제일원               | 전종별                |          |                                         |
| 체조       | 광산구           | 호남대학교체육관               | 전종별                | 기계체조 |                                         |
| 체조       | 동구             | 조대여고체육관                 | 전종별                | 리듬체조 |                                         |
| 축구       | 북구             | 과학기술원 축구장              | 여자고등부            |          |                                         |
| 축구       | 북구             | 무등경기장 축구장              | 여자초등부            |          | 철거 후 광주-기아 챔피언스필드로 재건축 |
| 축구       | 광산구           | 호남대 축구장                  | 남자초등부            |          |                                         |
| 축구       | 광산구           | 광주광역시 공무원교육원 축구장 | 여자중학부            |          |                                         |
| 카누       | 영암군(전라남도) | 영산강하구언 카누경기장        | 전종별                |          |                                         |
| 탁구       | 북구             | 광주제일고 체육관              | 전종별                |          |                                         |
| 태권도     | 서구             | 빛고을 체육관                  | 전종별                |          |                                         |
| 테니스     | 북구             | 전남대 테니스장                | 남자중학부            |          |                                         |
| 테니스     | 북구             | 광주교육대 테니스장            | 남자초등부/여자초등부 |          |                                         |
| 테니스     | 서구             | 염주실내.외 테니스장           | 여자중학부            |          |                                         |
| 펜싱       | 북구             | 고려고 체육관                  | 전종별                |          |                                         |
| 하키       | 동구             | 조선대 하키장                  | 전종별                |          |                                         |
| 핸드볼     | 서구             | 염주종합체육관                 | 중학부                |          |                                         |
| 핸드볼     | 북구             | 동강대학 체육관                | 초등부                |          |                                         |